# Théorème d'inconsistance de Kunen
En théorie des ensembles, une branche des mathématiques, le théorème d'inconsistance de Kunen, démontré par Kenneth Kunen (1971), montre que plusieurs axiomes plausibles faisant usage des grands cardinaux sont incompatibles avec l'axiome du choix. Leur ajout conduit à des contradictions.
Selon certaines conséquences du théorème de Kunen, il s'ensuit que :
- Il n'y a pas de plongement élémentaire non trivial de l'univers {\displaystyle V} dans lui-même. En d'autres termes, il n'y a pas de cardinal de Reinhardt (en).
- Si {\displaystyle j} est un plongement élémentaire de l'univers {\displaystyle V} dans un modèle intérieur {\displaystyle M}, et {\displaystyle \lambda } est le plus petit point fixe de {\displaystyle j} au-dessus du point critique de {\displaystyle j}, alors {\displaystyle M} ne contient pas l'ensemble {\displaystyle j''\lambda } (l'image de {\displaystyle j} limitée à {\displaystyle \lambda }).
- Il n'y a pas de cardinal ω-énorme (en).
- Il n'y a pas de plongement élémentaire non triviale de {\displaystyle V_{\lambda +2}} dans lui-même.

On ne sait pas si le théorème de Kunen s'applique aussi dans la théorie des ensembles de Zermelo-Fraenkel sans l'axiome du choix, bien que Suzuki (1999) a montré qu'il n'y a pas de plongement élémentaire définissable de {\displaystyle V} dans {\displaystyle V}, c'est-à-dire qu'il n'y a pas de formule {\displaystyle \varphi } dans le langage de la théorie des ensembles et des paramètres {\displaystyle p\in V} telles que pour tous ensembles {\displaystyle x,y\in V} on a {\displaystyle j(x)=y\leftrightarrow \varphi (x,y,p)}. 
Kunen a utilisé la théorie des ensembles de Morse-Kelley dans sa preuve. Si la preuve est réécrite pour utiliser ZFC, alors il faut ajouter l'hypothèse que l'axiome de remplacement vaut également pour les formules impliquant {\displaystyle j}. Sinon on ne pourrait même pas montrer que {\displaystyle j''\lambda } existe en tant qu'ensemble. L'ensemble interdit {\displaystyle j''\lambda } est crucial pour la preuve. La preuve montre d'abord qu'il ne peut pas être dans {\displaystyle M}. Les autres parties du théorème suivent de ce développement.
Il est possible d'avoir des modèles de théorie des ensembles qui ont des plongements élémentaires en eux-mêmes, du moins si l'on suppose des axiomes de grand cardinaux. Par exemple, si {\displaystyle 0^{\#}} (en) existe, alors il y a un plongement élémentaire de l'univers constructible {\displaystyle L} en lui-même. Cela ne contredit pas le théorème de Kunen car si {\displaystyle 0^{\#}} existe, alors {\displaystyle L} ne peut pas être l'univers entier des ensembles.